# Águeda (fiume)
Il fiume Águeda è un fiume della penisola iberica, affluente del Douro al confine fra Portogallo e Spagna.

## Corso del fiume
Nasce a Puente de los Llanos, tra le colline di Las Mesas e Peñas Gordas nel comune di Navasfrías, nella provincia di Salamanca (Castiglia e León - Spagna). Fa da frontiera con il Portogallo per 40 km dalla confluenza del fiume Tourões alla sua confluenza nel fiume Duoro in località Barca d'Alva nel comune di Figueira de Castelo Rodrigo nel distretto di Guarda (Centro). Dopo la confluenza dell'Agueda, il Douro cessa di far anch'esso da confine ed entra in territorio portoghese.
L'Águeda attraversa la città di Ciudad Rodrigo in Spagna.

## Affluenti
- Fiume Tourões
- Fiume Agadon